# PGF/TikZ

Beispiel einer mit TikZ erstellten Grafik

PGF/TikZ ist eine Kombination zweier Computersprachen zur Erstellung von Vektorgrafiken. Dabei ist TikZ als Frontend zum Makropaket PGF konzipiert, bietet jedoch kein grafisches Interface, sondern stellt eine einfachere Syntax als PGF zur Verfügung.
Interpretiert werden die beiden Sprachen durch TeX, LaTeX oder ConTeXt. Der Funktionsumfang von PGF/TikZ ist mit dem von PSTricks vergleichbar, im Gegensatz zu diesem werden jedoch sowohl die Erzeugung von PostScript- als auch von PDF-Dateien und sogar SVG-Dateien als Ausgabe unterstützt.
TikZ ist modular aufgebaut und bietet eine Vielzahl verschiedener Pakete für diverse Funktionen wie das Erzeugen von Füllmustern, Farbverläufen oder die Verwendung von Formen inklusive Schaltsymbolen an. Ab der Version 3.0.0, veröffentlicht 2013, beinhaltet TikZ ein eigenes in Lua implementiertes Framework zum automatisierten Graphzeichnen. Zur Verwendung ist dann LuaTeX nötig.
Die Abkürzung PGF steht für „portable graphics format“. TikZ ist ein rekursives Akronym und bedeutet „TikZ ist kein Zeichenprogramm“.
Einige Programme, die Vektorgrafiken erzeugen können, bieten die Möglichkeit, Grafiken im Format PGF bzw. TikZ zu speichern, darunter das mathematische Zeichenprogramm GeoGebra, die Vektorgrafiksoftware Inkscape, die 3D-Animationssoftware Blender, die Numerik-Software Matlab, matplotlib und die Statistik-Software R. Daneben existieren Editoren, wie etwa KtikZ, die den direkten Entwurf von TikZ-Grafiken unterstützen, indem sie die beschriebene Grafik in Echtzeit anzeigen.
Insbesondere beim Schreiben wissenschaftlicher Arbeiten mit mathematischem, natur- oder ingenieurswissenschaftlichem Kontext wird in LaTeX neben PSTricks häufig PGF/TikZ zur Erstellung von Grafiken eingesetzt.